# Iglesia del Sagrado Corazón (Manama)
La Iglesia del Sagrado Corazón (en árabe: كنيسة القلب المقدس) es una iglesia parroquial católica en Manama, Baréin. El edificio es una de las dos iglesias católicas en Baréin (siendo la otra la iglesia católica de Nuestra Señora de la Visitación en Awali). La Iglesia del Sagrado Corazón sirve a un estimado de 140.000 personas. El párroco es el reverendo Fr. Fredrick D'souza. 
En enero de 1938 o 1939, Giovanni Tirinnanzi, vicario apostólico de Arabia, entonces con sede en Adén, llegó a Baréin para reunirse con el Emir de Barén, el jeque Hamad Bin Isa Al Khalifa, con planes para construir una iglesia en ese lugar. La primera piedra de la nueva iglesia fue colocada el 9 de junio de 1939. El Padre Luigi Magliacano, quien Tirinnanzi conocía como un experto en la construcción de iglesias, fue llamado a Baréin y se le dio la responsabilidad de la construcción de la iglesia. En solo seis meses, la iglesia, la residencia de los sacerdotes, y el Colegio del Sagrado Corazón, se construyeron satisfactoriamente.
La primera misa, una misa de medianoche de Navidad, se celebró en la nueva iglesia entonces. Fue consagrada formalmente el 3 de marzo de 1940. La iglesia fue la primera iglesia católica en toda el área del Golfo Pérsico.